# Miss Europe 1958

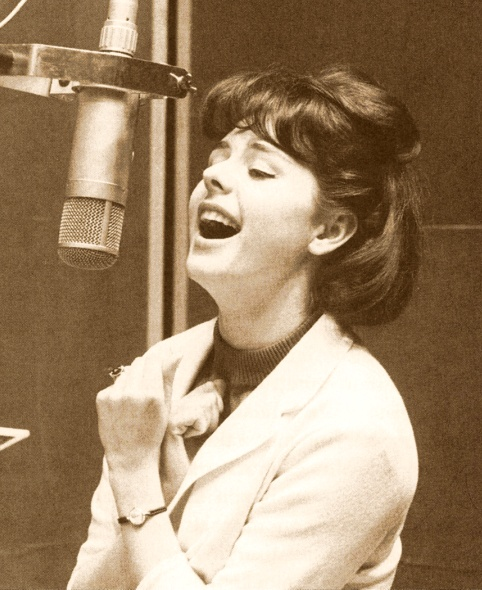
Die Fünftplatzierte, Pirkko Mannola, machte später als Schlagersängerin Karriere

Der Wettbewerb um die Miss Europe 1958 war der zehnte, den die Mondial Events Organisation (MEO) durchführte. Sie war von den Franzosen Roger Zeiler und Claude Berr ins Leben gerufen worden, hatte ihren Sitz in Paris und organisierte den Wettbewerb bis 2002.
Die Kandidatinnen waren in ihren Herkunftsländern von nationalen Organisationskomitees ausgewählt worden, die mit der MEO Lizenzverträge abgeschlossen hatten.
Die Veranstaltung fand am 28. Juni 1958 in Istanbul in der Türkei statt. Es gab, wie im Vorjahr, 15 Bewerberinnen.
| Land                    | Schreibweise bei Pageantopolis | Schreibweise in der Heimatsprache | Teilnahme an weiteren Wettbewerben |
| ----------------------- | ------------------------------ | --------------------------------- | ---------------------------------- |
| Platzierungen           |                                |                                   |                                    |
| 1. Österreich           | Johanna „Hanni“ Ehrenstrasser  | Johanna („Hanni“) Ehrenstrasser   |                                    |
| 2. BR Deutschland       | Dagmar Herner                  | Dagmar Herner                     | Miss World 1958: Semifinale        |
| 3. Frankreich           | Annie Simplot                  |                                   |                                    |
| 4. Holland              | Lucienne Struve                | Luciënne Struve                   | Miss World 1958                    |
| 5. Finnland             | Pirkko Mannola                 | Pirkko Mannola                    |                                    |
| Weitere Teilnehmerinnen |                                |                                   |                                    |
| Belgien                 | Jeanine Chandelle              | Jeanne Chandelle                  | Miss World 1957                    |
| Dänemark                | Aase Hansen                    | Aase Hansen, Åse Hansen           |                                    |
| England                 | Dorothy Hazeldine              | Dorothy Hazeldine                 | Miss Universe 1958                 |
| Island                  | Anna Gudmundsdóttir            | Anna Guðmundsdóttir               |                                    |
| Italien                 | Elisabetta Rota                | Elisabetta Rota                   |                                    |
| Luxemburg               | Lydie Schmitz                  | Lydie Schmitz                     |                                    |
| Norwegen                | Elizabeth Tonning              |                                   |                                    |
| Schweden                | Marie-Louise Hjelm             |                                   |                                    |
| Spanien A               | Adela Bustillo                 |                                   |                                    |
| Türkei                  | Ezel Olcay                     | Ezel Olcay                        | Miss Universe 1959                 |
| Trat nicht an           |                                |                                   |                                    |
| Griechenland B          | May Cavalika                   | Μέι Καβάμη (May Kavami)           |                                    |

## Wettbewerb des „Comité Officiel et International Miss Europe“
Seit 1951 gab es einen rivalisierenden europäischen Wettbewerb, durchgeführt vom Comité Officiel et International Miss Europe. Dies wurde 1950 von Jean Raibaut in Paris gegründet, der Sitz später nach Marseille verlegt. Die Siegerinnen trugen unterschiedliche Titel wie Miss Europa, Miss Europe oder auch Miss Europe International.
Er fand 1958 im französischen Amiens statt. Es gab 8 Bewerberinnen.
Platzierungen:
- 1.  Frankreich: Evelyne Ricket
- 2.  Albanien: Hajett Rekik

Weitere Teilnehmerinnen:
- Französische Übersee-Besitzungen (D’Outre Mer): Claudie Johns
- Italien: Giacomina Forlini
- Österreich: Eda Prack
- Polen: Linda Lolyi
- Schweiz: Liliane Ringler
- Spanien: Colette Obadia